# 8059 Deliyannis
A 8059 Deliyannis (ideiglenes jelöléssel 1957 JP) a Naprendszer kisbolygóövében található aszteroida. Az Indiana University fedezte fel 1957. május 6-án.